# Волтер Бредфорд Кеннон
Волтер Бредфорд Кеннон (англ. Walter Bradford Cannon; 19 жовтня 1871, Прері-ду-Шин, Вісконсин — 1 жовтня 1945, Франклін, Нью-Гемпшир) — американський психофізіолог, фізіолог. Доктор медичних наук (1900), почесний член Академії наук СРСР (1942).

## Коротка біографія

### Дитинство
Виріс Волтер в звичайній родині. Так як батько його був залізничним службовцем, а мати простою вчителькою, то і виховання було відповідне — трудове. Він сам собі робив іграшки, майстрував і винаходив щось, згодом він згадував про це з великою вдячністю, адже саме такі навички необхідні майбутньому експериментатору. Так як батько хлопчика був протестантом, Волтер виховувався в найсуворішій дисципліні і покорі. Ймовірно через вплив батька, маленький Волтер провів чимало часу за пізнанням релігійних робіт. Незгода з релігією призвела Волтера до розриву відносин з батьком, а ще через деякий час померла мати хлопчика.

### Юність
У 17-річному віці Волтер нарешті став захоплюватися тим, що йому було насправді цікаво: він став читати багато наукових книг, захопився еволюцією людини, зокрема зацікавився роботами Чарльза Дарвіна (Теорія еволюції). Всі ці захоплення привели Волтера Кеннона до Гарвардської медичної школи, після закінчення якої він отримав ступінь доктора наук. Працюючи згодом під керівництвом професора фізіології Генрі Бовдіча, Кеннон став проводити всі свої дослідження в лабораторії фізіології Гарвардської медичної школи. Його перші роботи зачіпали різні проблеми фізіології, але незважаючи на те що він не торкався психології, все ж його дослідження тісно перепліталися з цією наукою.

## Внесок в науку
Довгий час Волтер вивчав концепцію емоцій по Джеймсу-Ланге і на основі цієї концепції, точніше в її протиставленні, Кеннон ввів термін гомеостаз (1932).